# Shtab (программа)
Shtab — сервис для управления проектами с трекером времени.

## Описание
В 2020 году компания Stik Pro под руководством Александра Стихарева начала разработку сервиса на основе канбан-методологии. Продукт был запущен 8 февраля 2021 года.
Представляет собой SaaS-приложение для индивидуального использования, небольших распределённых команд или крупных компаний. Включает таск-трекер, аналитику по активности, учёт зарплаты, отчёты по проектам и плану-факту, функцию отслеживания времени (machine-learning тайм-трекер), который помогает управлять проектами, собирать данные о временных затратах на разные задачи и оптимизировать планирование.
Приложение доступно на русском и английском языках на операционных системах Windows, Linux, macOS, iOS.
В 2022 году Shtab занял 3 место в Рейтинге Рунета в номинации «Сервисы».
В сентябре 2022 года сервис внесён в реестр российского ПО.
Shtab неоднократно входил в различные рейтинги лучших российских систем управления проектами.
В СМИ разработка часто упоминается как российский аналог Trello, Notion и Asana.

## Реализация
Shtab представляет собой мультиплатформенное приложение с браузерным, настольным и мобильным клиентами.
Серверная сторона приложения разработана с использованием языков программирования Python и Go, браузерная — с использованием фреймворка Vue.js. Настольная сторона написана на языке C++ и использует фреймворк для создания настольных приложений Qt.
Основная серверная часть построена на монолитной архитектуре с использованием фреймворка Django. Для передачи сообщений в реальном времени использовался язык программирования Go и библиотека Centrifugo.
Для хранения данных сервис использует СУБД PostgreSQL и ClickHouse.
Мобильная версия для iOS разработана на языке Swift.